# UTC+0:30
UTC+0:30 — часовой пояс, использовавшийся в британской королевской семье, известен как Сандрингемское время (англ. Sandringham time). В 1936 году его использование прекратилось. Он также был использован в Швейцарии (Бернское время) до перехода на центральноевропейское время в 1894 году.
Сандрингемское время получило своё название благодаря идиосинкразии короля Эдуарда VII, который установил данный хронометраж для королевского поместья в Сандрингеме, и он просуществовал с 1901 по 1936 годы.
Вопреки слухам, оно было введено в целях «увеличения» продолжительности дня для охоты в зимнее время, а не из-за постоянных опозданий королевы Александры.
По приказу Эдуарда все часы в усадьбе были установлены на полчаса впереди гринвичского времени. Позднее подобная практика была перенесена в замки Виндзор и Балморал. Традиция сандрингемского времени продолжилась и после смерти Эдуарда во время царствования его сына Георга V. Тем не менее из-за неурядиц, вызванных разницей, которые только усилились в последние годы жизни Георга, Эдуард VIII отменил данную традицию во время своего непродолжительного царствования. Ни Георг VI, ни Елизавета II не стали её восстанавливать.